# Сен-Жосс-тен-Ноде

Сен-Жосс-тен-Ноде на карті Брюссельського столичного регіону.

Сен-Жосс-тен-Ноде (фр. Saint-Josse-ten-Noode, МФА: [sɛ̃ ˈʒos ten ˈnɔd], скорочено: Saint-Josse) чи Сінт-Йост-тен-Ноде (нід. Sint-Joost-ten-Node, МФА: [sɪnˈcoːstɛˈnoːdə]) — одна з 19 комун, з яких складається Брюссельський столичний регіон. Офіційні мови — французька (вживає понад 95 % населення) та нідерландська (менше 5 %).

## Назва
Назва комуни Сен-Жосс-тен-Ноде пов’язана з ім’ям католицького святого 7-го століття Йодока (нід. Judocus, фр. Saint Josse), сина короля Домнонії (на території сучасної Бретані). До святого зверталися жінки, що бажали мати дитину. Місцевою мовою потреба (потребування) передається словами "Noode", "Noede", "Nude", "Ode". Звіци походить друга складова у назві комуни - Noode. Однак, існує й інша версія щодо походження складової "Noode" у назві комуни. Через малородючий піщаний ґрунт село називали місцевими німецькими діалектами Nude, Noede, Nede, що у перекладі означає «бідність», «злиденність». [джерело?]

## Історія
Село було утворено 1251 року. З початку 13-го століття і до середини 18-го століття село разом з де-якими іншими селами входило до складу так званого “брюссельського казана” (фламандською Kuype van Brussel, нід. Kuip van Brussel, фр. Cuve de Bruxelles – було тісно пов’язане з Брюсселем у адміністративних, судових і податкових питаннях.
До середини 18-го століття село було невеликим і мало тоді населення близько 300 чоловік. У селі довго не було власної церкви, воно  відносилося до брюсельської парафії Святого Гудули.  1803 року у селі було збудовано церкву. Село отримало статус комуни під час французького панування у Бельгії (1794-1815). Тоді його населення становило близько 1000 чоловік. Значно зросло населення комуни у XIX столітті й 1846 року становило 17708 чоловік.
За законом від 7 квітня 1853 року від комуни до Брюсселя відійшла приблизно половина його території. Пізніше на цих територіях виник брюссельський район Леопольд.
У 1950-х роках комуна виділилася поміж інших комун навколо Брюсселя двома своїми багатоповерхівками  на 20 і 30 поверхівж.
У другій половині ХХ століття старі будівлі Сен-Жосса займали, в основному, вихідці з країн третього світу й колишніх французький та бельгійських колоній — Конго, Марокко, Туреччина тощо.

## Населення
Станом на початок 2011 року в комуні проживало 27358 жителів,  зростання кількості жителів відновилось за рахунок високої народжуваності мусульман. Займає площу лише 1,12 км², будучи найменшим з 19 районів столиці, та найбільш густонаселеним. Понад 50 % населення комуни складають етнічні турки, хоча їхня значна частина народилась в муніципалітеті й гарно володіє французькою. Турки широко представлені серед депутатів у місцевій міськраді.
| Рік | 1990  | 1995  | 2000  | 2005  | 2007  | 2008  | 2009  | 2010  | 2011  |
| --- | ----- | ----- | ----- | ----- | ----- | ----- | ----- | ----- | ----- |
| Населення | 21511 | 21522 | 22097 | 23142 | 23785 | 24078 | 25185 | 26338 | 27358 |
| Джерело: Населення Бельгії у 1990-2011 роках. на сайті Головної дирекції статистики і економічної інформації уряду Бельгії. |       |       |       |       |       |       |       |       |       |

| Країна походження | Населення |
| ----------------- | --------- |
| Бельгія           | 16350     |
| Марокко           | 1402      |
| Франція           | 798       |
| Італія            | 536       |
| Іспанія           | 508       |
| Португалія        | 183       |
| Туреччина         | 1344      |
| Україна           | 16        |
| Інші              | 6221      |
| Разом             | 27358     |

### Походження жителів
| Країна походження     | 1979            | 1995           |
| Бельгія               | 12 222 (54,5 %) | 9 231 (42,1 %) |
| Туреччина             | 2 304 (10,3 %)  | 3 904 (18,1 %) |
| Марокко               | 2 664 (11,9 %)  | 3 761 (17,5 %) |
| Італія                | 1 661 (7,4 %)   | 785 (3,6 %)    |
| Іспанія               | 840 (3,7 %)     | 443 (2,1 %)    |
| Португалія            | -               | 209 (1 %)      |
| ДРК (Конго)           | 198 (0,9 %)     | -              |
| Разом                 | 22 409          | 21 522         |
| Джерело: ДКС Бельгії. |                 |                |

## Відомі люди
Народились
- Еміль Огюст Жозеф де Вільдеман (1866—1947) — бельгійський ботанік
- Леон Делакруа (1867—1929) — бельгійський державний і політичний діяч
- Пол Хайнеманн (1916—1996) — бельгійський ботанік і міколог
- Закія Хаттабі (нар. 1976) — бельгійсько-марокканська політикиня
- Елоді Уедраоґо (нар. 1981) — бельгійська легкоатлетка
- Ібрагім Салах (нар. 2001) — марокканський футболіст

Померли
- Марі Плеєль (1811—1875) — бельгійська піаністка, педагогиня
- Шарль Роже (1800—1885) — бельгійський ліберальний державний і політичний діяч
- Огюст Левек (1866—1921) — бельгійський художник символіст, поет, скульптор і теоретик мистецтва
- Поль Геллі (1894—1969) — бельгійський плавець і ватерполіст